# Grafschaft Tours
Die Grafschaft Tours war ein mittelalterliches Feudalterritorium Frankreichs und entsprach in seinem Umfang der historischen Provinz Touraine (heute Département Indre-et-Loire). Es lag im Südwesten des Pariser Beckens, zum Teil im Tal der Loire, Hauptstadt war Tours. Im Spätmittelalter wurde die Grafschaft zum Herzogtum Touraine aufgewertet.

Das Wappen Philipp des Kühnen, der das Herzogtum Touraine 1360–64 als Apanage innehielt, das später zum Wappen der Provinz wurde

Lage in Frankreich

Im frühen 9. Jahrhundert war Tours im Besitz der Etichonen, fiel dann aber zum Herrschaftsbereich der Robertiner die als Markgrafen von Neustrien den Nordwesten des heutigen Frankreichs kontrollierten. Sie setzten in ihren wichtigsten Städten ihre Gefolgsmänner als Vizegrafen ein. In Tours war es zunächst Hardrad (Ardradus), welcher mit den Herren von Preuilly verwandt war und um 898 von Fulko dem Roten gefolgt wurde. Fulko musste nach der Übernahme der Grafschaft Nantes um 909 Tours an Theobald den Alten, der bereits als Vizegraf von Blois amtierte und Stammvater des Hauses Blois wurde, abtreten. Des Alten Sohn und Nachfolger Theobald der Betrüger nahm für seine Besitzungen den Grafentitel an.
Bedingt durch den Zerfall der Zentralmacht unter den ersten Königen aus der Dynastie der Kapetinger, entbrannte zwischen den Häusern Blois und Anjou um die Vorherrschaft in Westfrankreich ein lang andauernder Konflikt. Der rechtmäßige Besitz von Tours, der auch von den Anjous beansprucht wurde, war dabei einer der Ursachen. Graf Fulko III. von Anjou stärkte zu Beginn des 11. Jahrhunderts seine Position in der Touraine durch einen umfangreichen Burgenbau (z. B. Loches, Montrésor) und wehrte in der Schlacht bei Pontlevoy (1016) eine Offensive des Grafen Odo II. von Blois ab. Dessen Sohn Theobald III. von Blois musste Tours nach der Niederlage in der Schlacht bei Nouy (1044) jedoch endgültig an Anjou abtreten.
Das erste Grafenhaus von Anjou wurde zum Ende des 11. Jahrhunderts durch die Dynastie Plantagenet beerbt. Durch deren Macht und Heiratspolitik im 12. Jahrhundert wurde Tours zu einem Teil ihres umfangreichen Besitzes, das in der modernen Forschung als „Angevinisches Reich“ bezeichnet wird. Obwohl die Plantagenets für ihre französischen Territorien den französischen König als ihren Lehnsherren anerkennen mussten, waren sie tatsächlich weit mächtiger als dieser. In seinem Machtkampf gegen die Plantagenets gelang es König Philipp II. bis 1205 deren gesamten Besitz nördlich und teilweise auch südlich der Loire, darunter die Touraine, zu unterwerfen und der Krondomäne einzugliedern. Im Vertrag von Paris (1259) verzichtete Heinrich III. von England auf seine Ansprüche.
Seither wurden Prinzen des königlichen Hauses mit der Grafschaft apanagiert. Als König Johann II. 1360 die Touraine an seinen jüngsten Sohn Philipp den Kühnen vergab, wertete er das Lehen zum Herzogtum auf, zugleich war mit diesem Besitz die Pairswürde verbunden. Das Wappen Philipps II. als Herzog von Burgund zeigt neben dem burgundischen Symbol das des neu erworbenen Herzogtums; dieses blieb so bei den nachfolgenden Herzögen von Burgund.
Im Rahmen der Auld Alliance vergab König Karl VII. 1424 das Herzogtum an den schottischen Heerführer Archibald Douglas. Dies war das erste Mal, dass ein französischer Herzogstitel an kein Mitglied des Königshauses und auch erstmals an keinen Franzosen vergeben wurde. Archibald fiel ein Jahr später in der Schlacht von Verneuil, das Herzogtum Touraine wurde danach nicht mehr verliehen.

## Grafen von Tours
- Hugo (*um 780, † 20. Oktober 837) (Etichonen), Graf von Tours, Schwiegervater des Kaisers Lothar I. (Karolinger), abgesetzt 828
- Liutfrid I. (* um 800/805, † 865/866), dessen Sohn, Graf von Tours, Laienabt von Münster-Granfelden
- Liutfrid II. († nach 902), dessen Sohn, Graf von Tours, Laienabt von Münster-Granfelden
- Rutpert IV. (Robert I. der Starke) (X 866), Graf im Wormsgau, 853 Graf von Tours, 861/866 nobilis Franciae (Franzien, Ile de France) und Graf von Paris; ⚭ II 864 Adelheid von Tours, Tochter Hugos
- Hugo Abbas († 886), Stiefsohn Roberts, Graf von Auxerre, Graf von Tours (Welfen)

## Vizegrafen von Tours
- Hardrad (Ardradus) († 898)
- Fulko der Rote († 941), Vizegraf in Angers, erster Graf von Anjou
- Theobald der Alte († vor 942), Vizegraf von Blois, nach 908 Vizegraf von Tours
- Theobald I. der Betrüger († 975), dessen Sohn, 942 Graf von Blois, Vizegraf von Tours

## Grafen von Tours
- Odo I. († 996), dessen Sohn, Graf von Blois und Tours etc.
- Theobald II. († 1004), dessen Sohn, Graf von Blois und Tours etc.
- Odo II. († 1037), Bruder Theobalds II., Graf von Blois und Tours etc.
- Theobald III. († 1089), dessen Sohn, Graf von Blois und Tours etc.

Die Grafschaft Tours ging 1044 in den Besitz der Grafen von Anjou über.